# Sant Simplici (Tarragona)
Sant Simplici és una muntanya de 111 metres que es troba al municipi de Tarragona, a la comarca catalana del Tarragonès. Prop del cim podem trobar-hi un vèrtex geodèsic (referència 269138017). Aquest cim està inclòs al llistat dels 100 cims de la FEEC.